# Comuna Hrîstivka, Izeaslav
Hrîstivka (în ucraineană Христівка) este o comună în raionul Izeaslav, regiunea Hmelnîțkîi, Ucraina, formată din satele Hrîstivka (reședința) și Smorșkî.

## Demografie
Componența lingvistică a comunei Hrîstivka
     Ucraineană (99,88%)
     Alte limbi (0,12%)
Conform recensământului din 2001, majoritatea populației comunei Hrîstivka era vorbitoare de ucraineană (99,88%), existând în minoritate și vorbitori de alte limbi.